# Roberto Bruno
Roberto Bruno Castillo (Barranquilla, 1973) es un contador público y director técnico colombiano.

## Trayectoria
Roberto «Tico» Bruno empezó su carrera deportiva dirigiendo al equipo de futsal de la Universidad de la Costa, institución de donde egresó como Contador Público. También es el director técnico del equipo Independiente Barranquilla Futsal, cargo que viene desempeñando desde 2011 y donde obtuvo el subcampeonato en la Liga Colombiana de Fútbol Sala 2011-I con la Universidad Autónoma (Futsal).
Fue asistente técnico de la Selección de fútbol sala de Colombia desde 2009 trabajando bajo las órdenes de Osmar Arney Fonnegra. Desde mediados del mes de septiembre de 2017, la Federación Colombiana de Fútbol (FCF) le designó como nuevo director técnico tras 2 años de malos resultados de parte de Fonnegra, tanto en mayores como en juveniles.
Entre sus logros deportivos destaca el haber conseguido la medalla de oro en los Juegos Bolivarianos de 2017, en la modalidad de fútbol sala realizados en la ciudad de Santa Marta, además del oro en los Juegos Suramericanos de 2018. En 2024 ganó el Campeonato Sudamericano Sub-20 de Futsal Femenino, después de que su equipo se impusiera en la final 6:5 en la tanda de penales contra la selección femenina de fútbol sala de Brasil, el 3 de noviembre de 2024 en el Parque Olímpico.

## Palmarés

### Torneos nacionales
- Subcampeón de la Liga Colombiana de Fútbol Sala (1): 2011-I.

### Torneos internacionales
- Juegos Bolivarianos (1): Medalla de Oro, 2017.
- Juegos Suramericanos (1): Medalla de Oro, 2018.
- Campeonato Sudamericano Sub-20 de Futsal Femenino (1): 2024.